# Лайонсдейл (Нью-Йорк)
Лайонсдейл (англ. Lyonsdale) — місто (англ. town) в США, в окрузі Льюїс штату Нью-Йорк. Населення — 1170 осіб (2020).

## Демографія
Згідно з переписом 2010 року, у місті мешкало 1227 осіб у 488 домогосподарствах у складі 328 родин. Було 697 помешкань
Расовий склад населення:
| - 96,9 % — білих - 1,5 % — чорних або афроамериканців |

До двох чи більше рас належало 1,5 %. Частка іспаномовних становила 0,1 % від усіх жителів.
За віковим діапазоном населення розподілялося таким чином: 24,8 % — особи молодші 18 років, 60,0 % — особи у віці 18—64 років, 15,2 % — особи у віці 65 років та старші. Медіана віку мешканця становила 40,5 року. На 100 осіб жіночої статі у місті припадало 99,5 чоловіків;  на 100 жінок у віці від 18 років та старших — 100,7 чоловіків також старших 18 років.
Середній дохід на одне домашнє господарство  становив 47 762 долари США (медіана — 41 250), а середній дохід на одну сім'ю — 52 818 доларів (медіана — 48 750). Медіана доходів становила 40 000 доларів для чоловіків та 30 714 долари для жінок. За межею бідності перебувало 26,7 % осіб, у тому числі 41,9 % дітей у віці до 18 років та 6,9 % осіб у віці 65 років та старших.
Цивільне працевлаштоване населення становило 423 особи. Основні галузі зайнятості: освіта, охорона здоров'я та соціальна допомога — 18,4 %, мистецтво, розваги та відпочинок — 16,8 %, виробництво — 13,7 %, роздрібна торгівля — 11,8 %.